# فولفغانغ هاينز
فولفغانغ هاينز (بالألمانية: Wolfgang Heinz)‏ هو سياسي ألماني، ولد في 31 يوليو 1938 في ألمانيا. حزبياً، نشط في الحزب الديمقراطي الحر. انتخب عضو مجلس الشورى الموحد شمال الراين وستفاليا.